# Erdmann II de Promnitz
El Conde Erdmann II de Promnitz (22 de agosto de 1683, Sorau, Electorado de Sajonia [ahora Żary, Polonia] - 7 de septiembre de 1745, castillo de Żary) fue Señor de Żary (en alemán: Sorau) y Trzebiel (en alemán: Triebel) en la Baja Lusacia, y Pszczyna (en alemán: Pless) en la Alta Silesia.

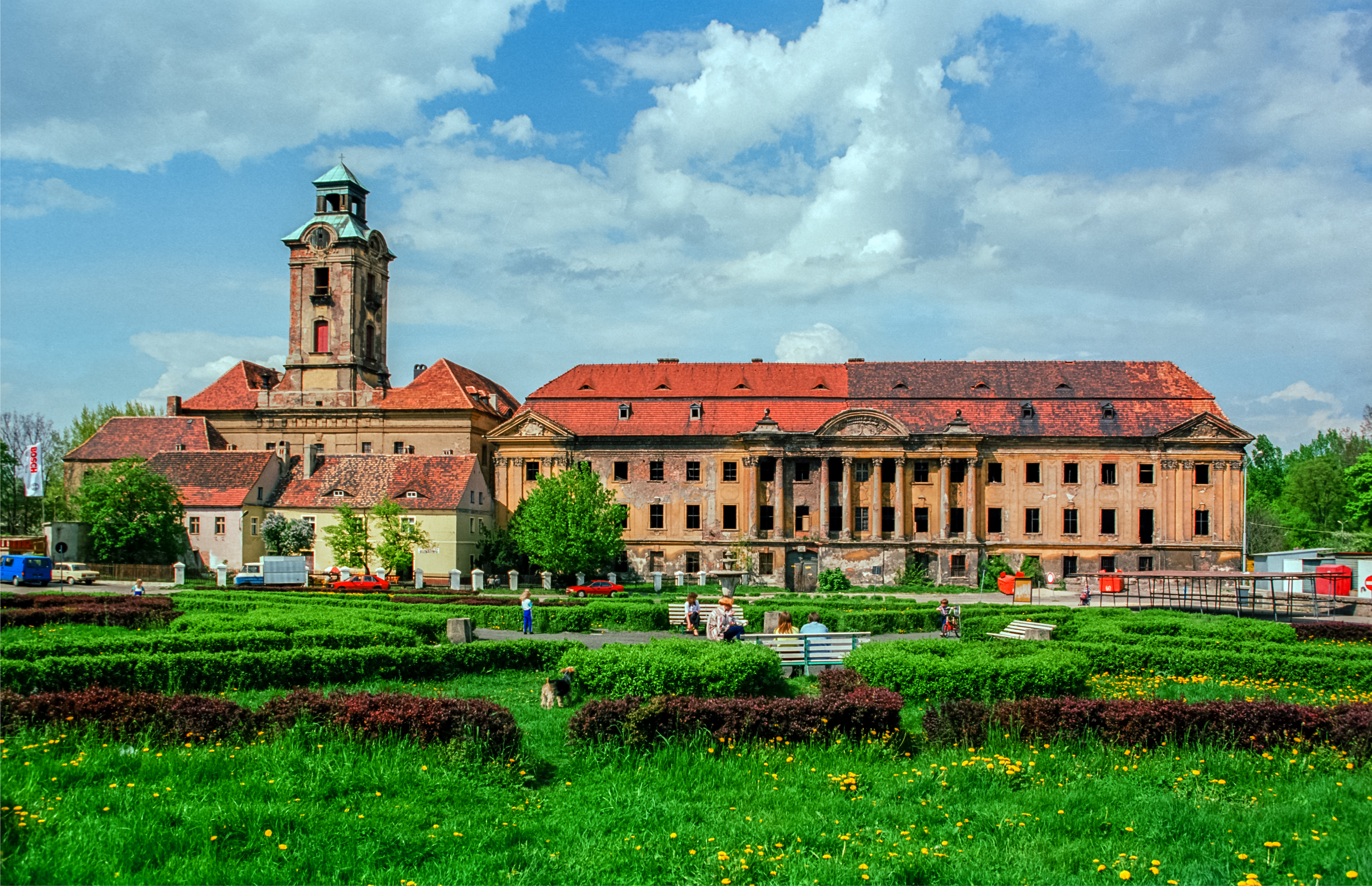
Palacio de Promnitz en Żary (anteriormente Sorau).

Sirvió a Augusto II el Fuerte, elector de Sajonia y rey de Polonia, y más tarde a su hijo y sucesor Augusto III como Consejero Privado y como ministro de gabinete.
En 1703, Erdmann II heredó las vastas fincas de su padre. Las administró él mismo.
Erdmann von Promnitz trajo a Wolfgang Caspar Printz y Georg Philipp Telemann como maestros de capilla (Kapellmeister) a su corte en Zary.

## Familia
En 1705, contrajo matrimonio con Ana María (17 de junio de 1683 - 16 de marzo de 1731), la hija del Duque Juan Adolfo I de Sajonia-Weissenfels. Tuvieron los siguientes hijos:
- Cristina Juana Emilia (15 de septiembre de 1708 - 20 de febrero de 1732), desposó en 1726 al Príncipe Augusto Luis de Anhalt-Köthen (9 de junio de 1697 - 6 de agosto de 1755).
- Ana Federica (30 de mayo de 1711 - 31 de marzo de 1750), desposó en 1732 a Augusto Luis de Anhalt-Köthen, quien había sido el marido de su difunta hermana mayor.
- Juana Sofía (n. y m. 1713)
- Baltasar Erdmann (n. y m. 1715)
- María Isabel (24 de octubre de 1717 - 20 de julio de 1741), desposó a Enrique Ernesto de Stolberg-Wernigerode (1716-78).
- Juan Erdmann (2 de febrero de 1719 - 4 de julio de 1785), desposó a Carolina de Schönaich-Carolath (20 de junio de 1727 - 18 de diciembre de 1762).
- Inés Sofía (14 de mayo de 1720 - 2 de agosto de 1791), desposó al Conde Enrique XXVIII de Reuss-Ebersdorf (30 de agosto de 1726 - 10 de mayo de 1797), hijo del Conde Enrique XXIX de Reuss-Ebersdorf.

Posteriormente contrajo matrimonio con su segunda esposa, Enriqueta Leonor (1 de enero de 1706 - 7 de abril de 1762), hija del Conde Enrique XV de Reuss-Lobenstein (1674-1739). Tuvieron un hijo:
- Seyfried de Promnitz-Drehna (22 de mayo de 1734 - 27 de febrero de 1760), desposó a Carolina Guillermina Luisa (15 de julio de 1733 - 18 de febrero de 1766), hija del Conde Carlos Federico Augusto de Lippe-Biesterfeld.

- Datos: Q97371